# ام‌وی اکسپلورر (۱۹۶۹)
ام‌وی اکسپلورر (۱۹۶۹) (به انگلیسی: MV Explorer (1969)) یک کشتی بود که طول آن ۲۳۹ فوت (۷۳ متر) بود. این کشتی در سال ۱۹۶۹ ساخته شد.